# بيلي جونز (لاعب كرة قدم بريطاني)
بيلي جونز (بالإنجليزية: Billy Jones)‏ (26 يونيو 1983 في المملكة المتحدة - ) هو لاعب كرة قدم بريطاني في مركز الدفاع. شارك مع منتخب إنجلترا لكرة القدم C ‏. أما مع النوادي، فقد لعب مع نادي إكزتر سيتي ونادي كرو ألكساندرا ونادي ليتون أورينت ونيوبورت كونتي ونادي كيدرمينستر هاريرز لكرة القدم ونادي غلوستر سيتي ونادي تشيلتنهام تاون لكرة القدم.

## وصلات خارجية
- بيلي جونز على موقع قاعدة بيانات كرة القدم.إي يو (الإنجليزية)
- بيلي جونز على موقع Soccerbase.com (لاعب) (الإنجليزية)